# Bathypterois longicauda
Bathypterois longicauda es una especie de pez del género Bathypterois, familia Ipnopidae. Fue descrita científicamente por Günther en 1878.
Se distribuye por la región del Pacífico Sudoccidental: Nueva Zelanda. Se alimenta de pequeños crustáceos y calamares. Puede alcanzar los 4118 metros de profundidad.
Está clasificada como una especie marina inofensiva para el ser humano.